# Клоострі
Кло́острі (нім. Klosterhof) — село у волості Лігула, повіту Ляенемаа, що на північному заході Естонії. Знаходиться за 27 кілометрів від міста Хаапсалу.

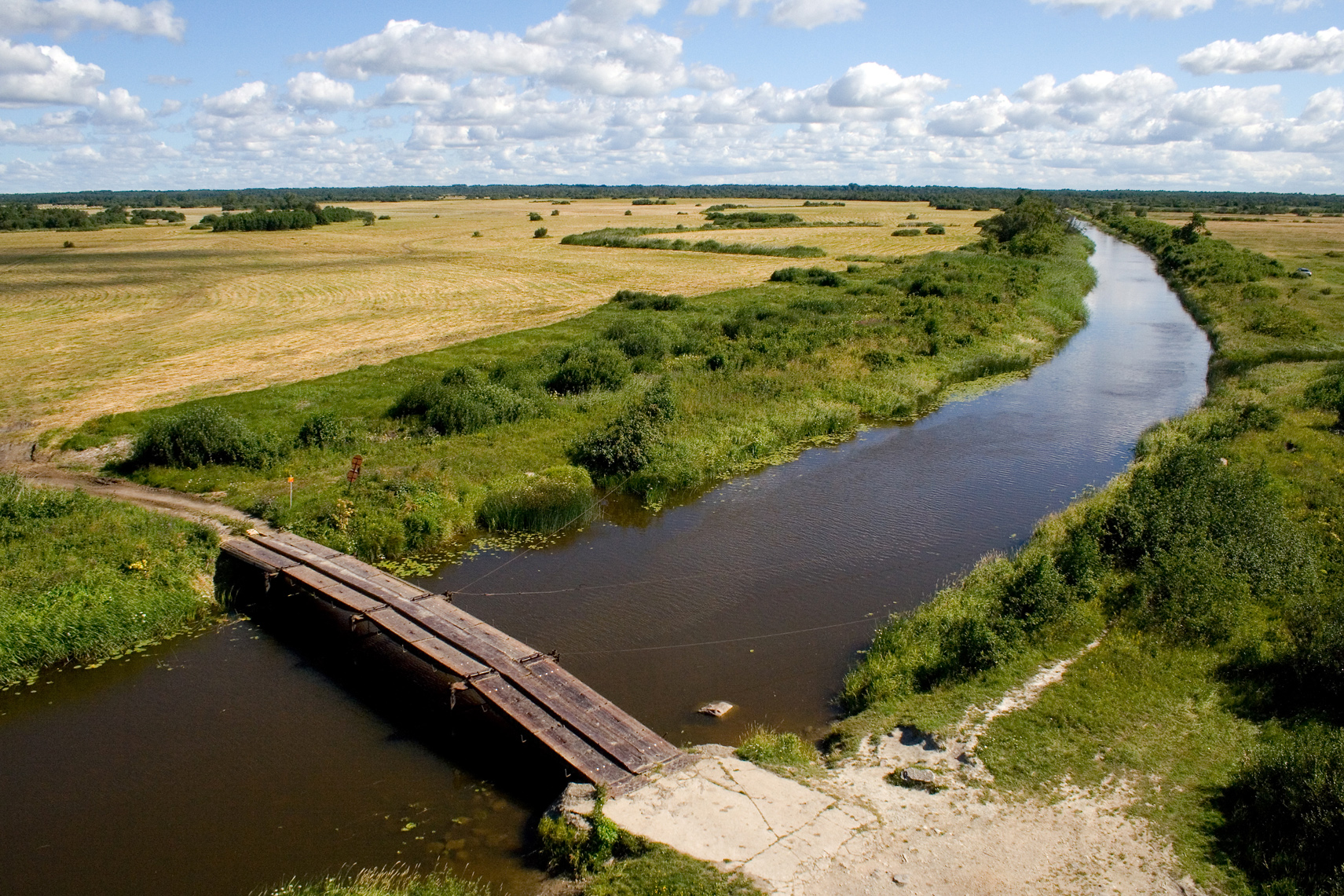
Національний парк Матсалу, річка Казарі, луг Клоострі

## Монастир
Біля села знаходяться руїни древнього жіночого монастиря. Заснований він був ще в 13 столітті.
На деякий час будівлі перейшли у володіння дворян Дерфельденів.
У 1839 році помістя перешло до родини балтійсько-німецьких баронів Ферзен. Останній власник перед земельною реформою Естонії в 1919 році — Микола Павлович Аксель фон Ферзен.
Хоча і до 1939 року приміщення збереглося, але пустувало. Дерев’яні частини помістя були використанні для радянських військових баз. На сьогоднішній час залишилися лише кам’яні руїни. Дах повністю відсутній. Біля будинку залишився парк і кілька господарчих будівель.